# The Lurkers
The Lurkers es una banda británica de punk de finales de los '70s, destacada por ser la primera banda de Beggars Banquet Records. 
A diferencia de la mayoría de sus contemporáneos británicos los Lurkers fueron influenciados principalmente por las bandas punk estadounidenses, como The Ramones, más que por las británicas como los Sex Pistols y The Clash. Su estilo musical le hizo ganar el apodo de "The British Ramones" (Los Ramones británicos).
Su sencillo debut de 1977, "Shadow"/"Love Story", fue el primer lanzamiento de Beggars Banquet Records, mientras que, su mayor hit fue "Ain't Got a Clue"/"Ooh, Ooh I Love You" que llegó al #45 en la UK singles chart. Sus primeros dos álbumes fueron Fulham Fallout (1978), y God's Lonely Men (1979), fuera de eso sacaron varios sencillos en Beggars Banquet como "Heroin It's All Over" (1982), pero hacia el final de la década el punk rock ya no estaba de moda y el estilo de The Lurkers en el género no estaba listo para evolucionar. Dado al fracaso comercial y al cambio musical de la época Beggars Banquet dejó a los Lurkers, precipitando así su separación.
En los años siguientes se han reunido con diferentes alineaciones varias veces. Su legado, sin embargo, está fundado principalmente en su producción de finales de los años 1970. "Shadow" y "Ain't Got a Clue" en particular son citados como ejemplos clásicos del estilo y suelen ser incluidos en algunas compilaciones del género.
- Datos: Q2298722